# Kysloun stromový
Kysloun stromový (Oxydendrum arboreum) je jediný druh rodu kysloun z čeledi vřesovcovité. Kysloun stromový je ve své domovině nazýván „šťovíkový strom“. Přirozeně se vyskytuje v Severní Americe od jižní Pensylvánie přes jih po severozápad státu Florida až na západ po jižní Illinois. Nejhojnější je ve spodní části Appalačského pohoří.

## Popis
Kysloun stromový je malý strom nebo (jako v ČR) velký keř, rostoucí do výšky 10–20 m, s kmenem až do průměru 50 cm. Kůra je šedá s načervenalým nádechem, hluboce zbrázděná a šupinatá. Větvičky jsou nejdříve světle žlutozelené, později načervenale hnědé. Dřevo načervenale hnědé, těžké, tvrdé, jemně zrnité, má vysoký lesk.
Zimní pupeny jsou axilární, tmavě červené, částečně kryté v kůře.
Listy jsou vřetenovitě uspořádány, jsou opadavé, 8–20 cm dlouhé a 4–9 cm široké, s jemně zoubkovanými okraji, podlouhle oválné až opačně kopinaté, klínovitě se zužující u báze, zoubkované. Nápadné je střední žebro žilnatiny. Při rašení jsou listy bronzově zeleně lesklé a zářivé, hladké, při plném růstu jsou tmavě zelené, lesklé a světle šedivé na rubu. Na podzim mění barvu na zářivě červenou. Listy jsou silně nasyceny kyselinou.
Květy jsou krémově bílé, zvonkovité, 6–9 mm dlouhé. Kysloun stromový vykvétá v latách, 15–25 cm dlouhých. Kalich je pětidílný, koruna vejčitě válcovitá, zúžená dole, krémovitě bílá, pětizubá. Obsahuje deset tyčinek. Plody jsou malé, dřevité tobolky.
Kořeny jsou mělké. Strom roste nejlépe, když má malou kořenovou konkurenci, ale pro úspěšný růst také vyžaduje kyselé půdy. Listy lze žvýkat (ale neměly by být polykány), pomáhají zmírňovat pocit sucha v ústech.

## Pěstování a využití
Kysloun stromový je dokonale odolný proti chladu a je cenným okrasným stromem v parcích USA. Jeho pozdní kvetení je ceněné, ale jeho podzimní zbarvení je také obdivované. V Česku je pěstován jen v botanických sbírkách.
Kysloun stromový je proslulý jako medonosný strom. Šťáva z jeho květů se používá k výrobě želé „sourwood jelly“. Listy působí projímavě.
Letorosty byly používány indiány kmene Cherokee a Catawba k výrobě šípů.

## Zajímavost
"Sourwood Mountain" (Sourwood je obecně rozšířený název pro kysloun stromový) je název skladby ve stylu Old Time Music, rozšířeného v Appalačské oblasti Spojených států.  

## Galerie

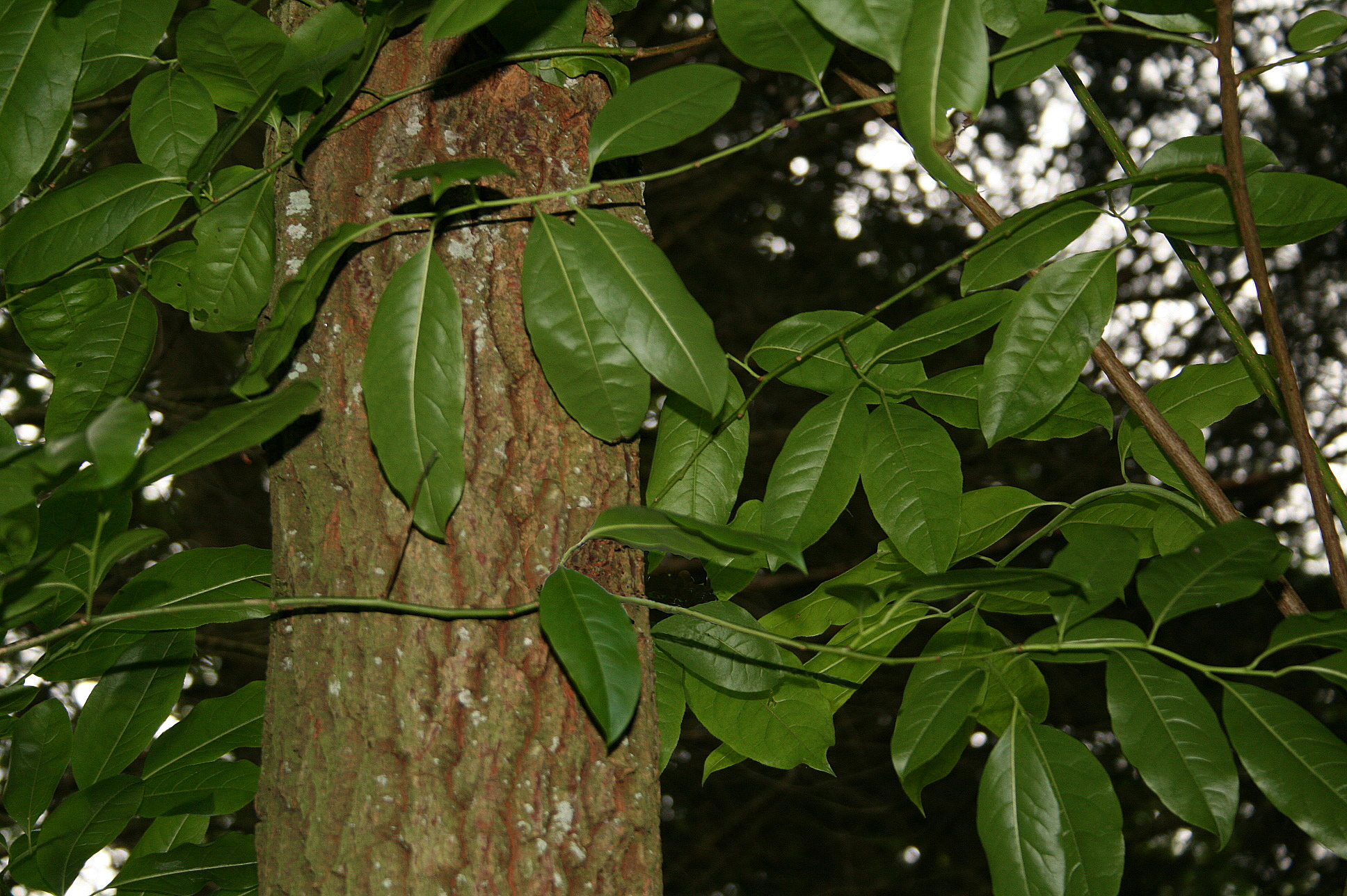
Kmen a listy
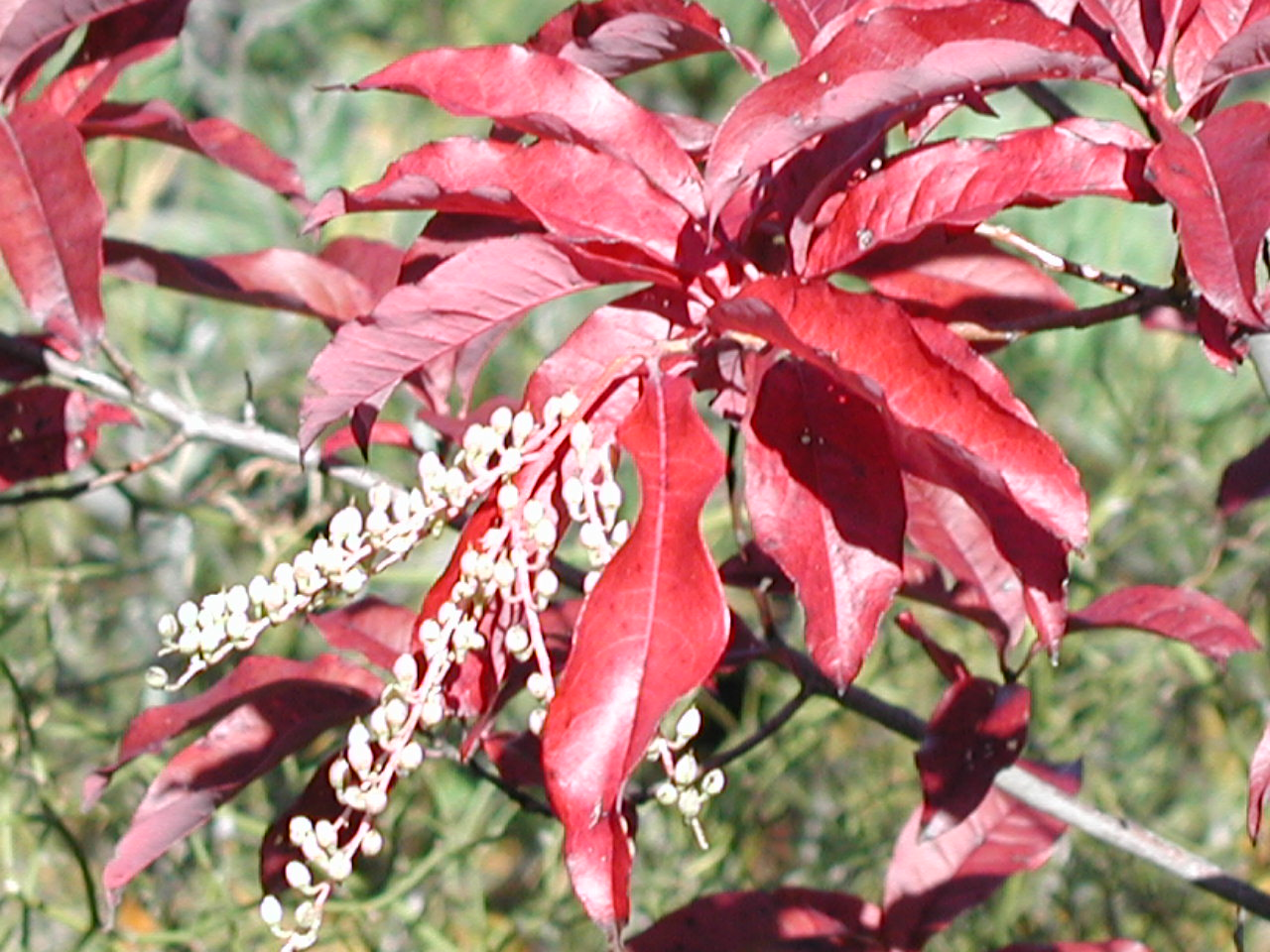
Blízký pohled na podzimní zbarvení, NC. 10-30-2008.